# Capelo (Azori)
Capelo je civilna župnija (portugalsko freguesia) v občini  Horta na otoku  Faial v Azorskem arhipelagu. Leta 2011 je kraj imel 486 prebivalcev , na območju velikem 26,64 km². 

## Zgodovina
Vas je bila povzdignjena v civilno župnijo leta 1600, ko je bila razdružena od sosednje župnije Praia do Norte. Leta 1643 je brat Diogo das Chagas ugotovil, da ima župnija okoli 160 prebivalcev in približno 44 hiš. Največje število prebivalcev je bilo 1400 prebivalcev.
Mesto je bilo praktično uničeno leta 1672 in 1673 med vulkanskim izbruhom Cabeço de Fogo (ime osrednjega vulkana na otoku Faial). Med tem izbruhom so vulkanski pepel in piroklastični izstrelki padali na skupnost, uničili domove in sterilizirali kmetijska zemljišča v Capelu in Praia do Norte. Ironično je bilo, da je bila med leti 1673 in 1845 Praia do Norte vključena v civilno župnijo Capelo.
Cerkev Santissime Trinidade (cerkev sv. Trojice) v Capelu je bila zgrajena po ukazu kapitana-majorja Jorgeja Goularta Pimentala, da bi nadomestila župnijsko cerkev, kapelo Nossa Senhora da Esperança, ki je je bila uničena med vulkanskim izbruhom 1672. V bližini stare cerkve, ki je od takrat izginila iz pokrajine, je bila kasneje zgrajena kapela Nossa Senhora da Esperança.
Kapelo Varadouro je leta 1720 ustanovil duhovnik Manuel Pereira Cardoso, da bi častil Nossa Senhora do Carmo (Gospa od Karmela). Kasneje, v svoji zadnji zavezi leta 1725, je oče Cardoso zahteval, da njegovi nasledniki vsako nedeljo v oktobru darujejo mašo posvečeno Nossa Senhora do Carmo, svetemu zakramentu in svetemu Antonu. 
Zdravilišče Varadouro je 1. avgusta 1954 zgradil arhitekt Read Teixeira.

## Geografija
Gorski vulkanski kraterji pokrivajo večino župnije (tudi zadnji vulkanski izbruh na Azorih). Župnija ima več enot: območje vulkanskih kraterjev, ki se raztezajo od otočnih kalder, celinskih pašnikov, ki se uporabljajo za podporo kmetijski / mlečni industriji in obalno območje koč in bazenov ob morju. Povezovanje teh območij omogoča vseprisotna regionalna cesta, ki povezuje skupnosti na otoku s Horto v jugovzhodnem kotu.
Župnija leži na plasti vulkanskega materiala, imenovanega vulkanski kompleks Capelo. Gre za linijo vulkanskih žlindrinih stožcev, ki ležijo v smeri zahod-severozahod-vzhod-jugovzhod in je sestavljena iz bazaltnega vulkanizma z nizko eksplozivnostjo. Na polotoku se pojavljajo različne vulkanske oblike, ki so posledica surtsejskih, havajskih in strombolskih faz vulkanizma. Gre za območje mladih kamnin (manj kot 10.000 let) nad starejšimi piroklastičnimi Caldeira formacij in vključuje dva zgodovinska izbruha (iz leta 1672 Cabeço do Fogo in erupcijo Capelinhos iz leta 1957). To razčlenjeno območje je definirano s prelomom Capelo, sistemom lomov stožcev in kraterjev, ki kažejo krožno geometrijo, ki sega do Capelinhosovega vulkana v zahodni konici Faiala. V tem posebnem območju je prelom Capelo izražen z več deset sub-vertikalnimi zlomi, zgoščenimi v 250 metrov širokem pasu, ki sekajo skozi piroklastično zaporedje surtsejskega stožca, izpostavljenega v paleo-morski skali vzhodno od vulkana Capelinhos. Primer teh zlomov je mogoče najti na površini vulkana Capelinhos; topel ventili na njegovem vzhodnem boku ovira aktivno naravo tega vulkanizma.
Poleg vasi Capelo, župnija vključuje kraje Arreiro, Ribeira do Cabo, Norte Pequeno in Varadouro.

### Ekoregije/zaščitena območja
Župnijo prečka več pešpoti, ki povezujejo vulkanske stožce ob vulkanskem kompleksu Capelo: Cabeço do Fogo, Cabeço Verde in Cabeço do Canto ter zanimive geološke znamenitosti, kot je Fonte dos Namorados. Capelo je znan tudi po mikroklimi, ki je omogočila gojenje grozdja in majhno pridelavo vina. Območja vzdolž Canade das Adegas (v Norte Pequeno) in Varadouro so značilna za ta zasebna gospodarstva in "adegas". Poleg tega dve varovani območji sodita v meje župnije:
- Área Protegida v Gestão de Habitats ou Espécies dos Capelinhos, Costa Noroeste e Varadouro (zaščiteno območje Capelinhos, severozahodna obala in Varadouro) - zavarovano območje zajema številne ugasle stožce Cabeço Verde, Cabeço da Fonte, Caldeirão, Cabeço do Canto in Caldeirinhas ob rtu Capelo do Cabeço do Goularte, ob robu osrednje kaldere. Zavarovano območje, ki je namenjeno zaščiti habitatov in vrst, vključuje že obstoječa okolja in nastajajoče ekosisteme vulkanskih struktur v Capelu ter krhko ekoregijo, ki jo je povzročil izbruh Capelinhosa.
- Área Protegida de Gestão de Recursos dos Capelinhos vključuje predvsem območje izbruha Capelinhosa se razteza do obale Costa do Nau in vulkana Capelinhos. To območje, ki ga je v prvi vrsti označeval neplodna lunina pokrajina in ikonični svetilnik, je bilo namenjeno zaščiti in upravljanju ter ohranjanju krajine, ki je nastala po izbruhu, ter prepovedala rekonstrukcijo izgubljenih domov med dogodkom. Poleg Costa do Nau se zaščiteno območje razteza do obale in oceanskega ozemlja ob obali, obdaja bazo vulkana;
- Área Protegida v Gestão de Habitats ou Espécies Varadouro – Castelo Branco (zaščiteno območje Varadouro-Castelo Branco) vključuje pečine južne obale, ki se razteza od Varadoura do Morro de Castelo Branco, ki so gnezditvena območja za selitvene in morske ptičje vrste;

Poleg tega je v regiji Capelinhos-Nordoeste-Varadouro vključen Parque Florestal do Capelo (gozdni park), območje, ki se razteza od rta Capelos do obale med Biscoitosom in Varadourom in se uporablja kot gozd za prosti čas in rekreacijo.

## Gospodarstvo
Gospodarstvo v tej regiji je primarno povezano s kmetijstvom, prevladujejo dejavnosti, usmerjene v mleko. Medtem, zaradi številnih naravnih spomenikov v regiji (prej omenjenega vulkana Capelinhos in zavarovanih območij), regija skozi vse leto redno vidi ekološke turistične dejavnosti, s kmečkim turizmom, pešpotmi in drugimi prostočasnimi dejavnostmi na območju Capela in Varadouro.
Južna obala velja za "zdraviliško območje" otoka, v katerem prevladuje velik zaliv in črne skalne stene Varadouro in vulkanskega čepa Mouro. Odkrita leta 1889 je bila topla voda v Varadouru takrat smatrana za eno najboljših zdravil v državi za revmatizem in kožne bolezni; njene hipersaline vode, katerih povprečne temperature znašajo 35,5 ° C, so pritegnile ljudi, ki so prihajali v izkopane bazene za osvežitev, medtem ko so v termalnih vodah uživali v spajih. 
Od tega obdobja je bila uporaba termalnih voda prekinjena, v fazah proaktivne lokalne uprave; okoli poznega 20. stoletja so bile stavbe že v ruševinah. Načrti za gospodarsko pomladitev območja so bili osredotočeni na rekonstrukcijo stavb, kot način za privabljanje novih obiskovalcev. Novembra 2007 pa so bili ti majhni načrti začasno ustavljeni, da bi se območje prenovilo v hotelski spa. Ti načrti so stagnirali do leta 2009, ko je regionalna vlada skupaj z INOVO predlagala nov projekt za revitalizacijo termalnega potenciala Azorov (imenovanega TERMAZ), ki je predvidel rekonstrukcijo obstoječih stavb Varadouro spa: projekt, ki je zastal leta 2011. 

## Arhitektura

### Posvetna
- Geološki muzej vulkana (Museu Geologica do Vulcão);
- Šola ročnih del v Capelu (Escola de Artesanto do Capelo);
- Pralnica (Casa das Lavadeiras) obnovljena leta 2012 v Fonte das Areias; to javno pralnico so domačinke uporabljale do konca 19. stoletja in je bila povezana z družino Dabney (ki je imela tukaj poletno kočo 1806 in 1892). [5][6] To je bila prva lokacija, ki je zagotovila pitno vodo župniji Capelo. Je del zaščitene krajine osrednje cone (Área de Paisagem Protegida da Zona Central) in vključena v pot 10 vulkanov (Trilho dos 10 Vulcões);
- Svetilnik Ponta dos Capelinhos (Farol da Ponta dos Capelinhos) in interpretativni center vulkana Capelinhos; svetilnik iz 19. stoletja, ki je deloval pol stoletja, vendar je bil uničen med vulkanskim izbruhom Capelinhosa (1957–58); [7]
- Svetilnik Vale Formoso je moderni svetilnik iz 20. stoletja, ki je prepoznaven po poenostavljenih linijah, primerljivih s svetilnikom v Formigah;
- Terme Varadouro.

### Cerkvena
- Cerkev Nossa Senhora da Esperança
- Cerkev Santissima Trinidade
- Puščavnikovo bivališče Nossa Senhora do Carmo